# Sóviets irlandeses

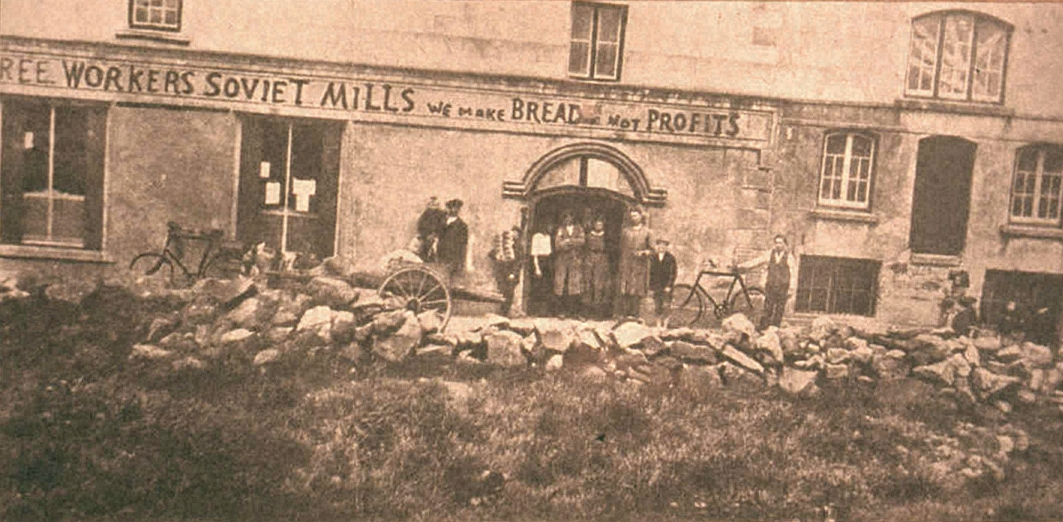
Soviet de los Trabajadores de Molinos de Bruree - "Hacemos pan, no ganancias"

Los sóviets irlandeses (en irlandés: Sóivéidí na hÉireann) fueron una serie de sóviets autoproclamados que se formaron en Irlanda durante el período revolucionario de la guerra de Independencia irlandesa y la guerra civil irlandesa (1919-1923), principalmente en la provincia de Munster. "Soviet" en este contexto se refiere a un consejo de trabajadores que controlan su lugar de trabajo, no a un estado soviético.

## Contexto Histórico
El Movimiento Laborista en Irlanda durante la guerra de Independencia irlandesa se vio profundamente afectado por los eventos del Cierre Patronal de Dublín de 1913, así como por la revolución bolchevique en Rusia en 1917. También estaba siendo influenciado por las revoluciones de 1917-1923, que vio varias revoluciones dirigidas por la izquierda en Europa, también inspiradas por la Revolución Rusia. Los sóviets surgieron en toda Europa en lugares como Baviera, Bremen, Ucrania y Hungría. Esta tendencia también se impuso en Irlanda, en medio de una revolución cuando el Ejército Republicano Irlandés (IRA) buscaba acabar con el dominio británico sobre Irlanda.

## El primer soviet - Asilo Monaghan
Precediendo al más famoso Soviet de Limerick por dos meses, el primer soviet irlandés se declaró en febrero de 1919. Dirigido por el organizador sindical de Donegal y comandante del IRA Peadar O'Donnell, el soviet se declaró como parte de una huelga por mejores condiciones laborales para el personal del Asilo de Lunáticos de Monaghan (como se conocía entonces). Entre las quejas de los trabajadores estaba que los obligaban a trabajar 93 horas a la semana y no les permitían salir de las instalaciones entre turnos. Tras la declaración del soviet, se ondeó una bandera roja sobre el edificio. En respuesta, se envió a la policía armada para sacar a los trabajadores, sin embargo, se habían atrincherado en el interior. Los operadores del Asilo se vieron obligados a negociar con los trabajadores. Los trabajadores ganaron una semana laboral de 56 horas y un aumento de sueldo para el personal masculino y femenino. Otra concesión fue que se permitiría que el personal casado se fuera a casa después de que terminaran sus turnos. El Asilo todavía está en funcionamiento hoy como el Hospital San Davnet.

## Soviet de Limerick
Uno de los primeros y más importantes sóviets que se declaró en Irlanda en ese momento fue el soviet declarado en la ciudad de Limerick del 15 al 27 de abril de 1919. Tras la actividad del IRA dentro de la ciudad y la muerte del miembro del IRA Robert Byrne, la Real Policía Irlandesa trató de bloquear la ciudad para evitar una mayor invasión de los revolucionarios. Sin embargo, su implementación del cierre fue demasiado entusiasta y de mano dura y resultó en una reacción violenta de los habitantes de la ciudad. Los sindicalistas crearon un comité de huelga dentro de Limerick y declararon una huelga general contra la "ocupación militar británica". Durante dos semanas todas las tropas británicas fueron boicoteadas y el comité especial de huelga organizó la impresión de su propia moneda, el control de los precios de los alimentos y la publicación de periódicos.

## sóviets posteriores

### Soviet de Knocklong
El soviet de la ciudad de Limerick fue el soviet más importante que se declaró debido al hecho de que tuvo el mayor número de participantes, pero muchos más lo siguieron. El mes siguiente, en mayo de 1919, los trabajadores del Condado de Limerick comenzaron a apoderarse de las lecherías pertenecientes a Cleeve Family Business, la principal ubicada cerca del pueblo de Knocklong. Los Cleeve eran una familia unionista anglocanadiense comprometida con el Imperio Británico y un importante operador empresarial, que empleaba a más de 3000 trabajadores en toda Irlanda en industrias relacionadas con los lácteos, además de unos 5000 agricultores. Durante la Primera Guerra Mundial, promovieron fuertemente los esfuerzos de reclutamiento del ejército británico en Limerick. Era de su interés personal hacerlo, ya que los Cleeve también se estaban beneficiando de la guerra debido a que estaban suministrando alimentos al ejército británico, obteniendo una ganancia neta de alrededor de £1,000,000 de este contrato a fines de 1918. El apoyo de los Cleeve a los británicos les habría encontrado poco apoyo en medio de la revolución en Irlanda, pero lo que agravaba aún más el resentimiento contra ellos era el hecho de que se consideraba que los Cleeve eran uno de los empleadores peor pagados de Irlanda. El trabajador no calificado promedio que trabajaba para Cleeves solo podía esperar recibir un pago de 17 chelines a la semana, una cantidad considerada una miseria en ese momento.
Después de una disputa comercial con Cleeves, los trabajadores pertenecientes al Sindicato Irlandés de Trabajadores Generales y de Transporte (ITGWU) se apoderaron de las instalaciones de producción y comenzaron a operarlas independientemente de Cleeves. Se ondeó una bandera roja sobre el edificio principal y se mostró una pancarta que decía "SOVIET DE LA LECHERÍA DE KNOCKLONG : HACEMOS MANTEQUILLA, NO GANANCIAS". El trabajo continuó como de costumbre en las lecherías, pero los Cleeve se vieron obligados a negociar con los trabajadores para recuperar el control de las instalaciones. Después de cinco días de ocupación, los trabajadores pudieron obligar a los Cleeve a aceptar un aumento salarial, una semana laboral de 48 horas, la introducción de 14 días festivos al año y la mejora de los sistemas de ventilación en los espacios de trabajo.
El éxito del soviet de Knocklong daría lugar a nuevos ataques contra las instalaciones propiedad de Cleeves, pero también a represalias de los Cleeves. Al principio, los Cleeves intentaron despedir a los trabajadores de Knocklong bajo los auspicios de que una huelga general nacional del ITGWU contra el manejo de municiones británicas había resultado en "falta de trabajo". Sin embargo, esta estratagema fue derrotada por la formación de un comité de huelga. Los Cleeve cambiaron rápidamente de rumbo; El 24 de agosto aseguraron la lechería contra el estallido de un incendio. Coincidentemente, el 26 de agosto, una unidad de Black and Tans llegó a Knocklong y quemó la lechería.

### Soviet de Waterford
Uno de los sóviets más breves pero influyentes surgió en abril de 1920 en la ciudad de Waterford. El soviet existió durante una huelga general nacional contra la detención de republicanos en huelga de hambre. Los trabajadores hicieron cumplir la huelga general, así como un sistema de permisos. Después de varios días, llegó la noticia a Waterford de que la huelga general había sido un éxito y que el gobierno británico había cedido a la demanda. Miles acudieron en masa al Ayuntamiento donde, antes de que se cantara Amhrán na bhFiann para cerrar el evento, los líderes sindicales cantaron los versos de La Bandera Roja mientras una multitud menos familiarizada con la canción intervino en los coros.
Dentro de Irlanda, Waterford no suscitó muchos comentarios. Esto se debió en parte a que los nacionalistas no querían alimentar la propaganda lealista de que el Sinn Féin era realmente "bolchevique", en parte porque la "bandera roja" ya no era una novedad en Irlanda, y en parte porque los "sóviets" no representaban una amenaza inmediata a las relaciones de clase; ninguno de ellos intentó cambiar el orden social y el statu quo ante se reanudó con la terminación de la huelga. El Partido Laborista Irlandés también rehuyó el tema; el partido estaba emergiendo como un partido reformista y se estaba alejando de alentar o discutir tácticas socialistas militantes.
En Gran Bretaña, sin embargo, la prensa mostró un interés mucho mayor. El 27 de abril, un artículo titulado "Gobierno 'soviético' en Waterford" apareció en The Guardian y afirmaba que un grupo de leales del sur le había dado a Bonar Law un "relato completo" de los acontecimientos en la ciudad. Informaron que Waterford había sido 'asumido por un comisionado soviético y tres asociados'. Los días 24 y 28 de abril, el periódico laborista británico, el Daily Herald, publicó artículos sobre los 'Guardias Rojos' de Waterford, afirmando que una bandera roja flotaba sobre el Ayuntamiento y que se estableció una especie de 'Guardia Roja' bajo tres líderes de transporte y dio la impresión de que la ciudad estaba indiscutiblemente gobernada por un soviet durante el tiempo de la huelga.

### Soviet de Bruree
El 26 de agosto de 1921, las panaderías y los molinos en Bruree, condado de Limerick (propiedad de la familia Cleeve) fueron ocupados por casi todos sus empleados excepto el gerente y un empleado. Los trabajadores levantaron una bandera roja, levantaron una pancarta que decía "Soviet de los Trabajos de Molinos de Bruree" y proclamaron que ahora tenían el control del molino y venderían su comida a un precio más bajo, renunciando a la "especulación" que antes se practicaba allí. Obligando a los propietarios a sentarse a la mesa de negociaciones en Liberty Hall en Dublín, los funcionarios sindicales afirmaron que el soviet podía bajar los precios, duplicar las ventas y aumentar los salarios. La ministra de Trabajo del Sinn Féin, la condesa Markievicz, medió en las negociaciones y se alega que amenazó con enviar tropas del IRA al Soviet de Bruree si no aceptaban el resultado del arbitraje.

### Soviet de Cork Harbour
En 1920, una comisión en la ciudad de Cork establecida por el alcalde Tomás Mac Curtain se encargó de determinar cuál debería ser el salario digno de los trabajadores en la ciudad de Cork. A fines de septiembre de 1920, se informó que este salario debería ser de 70 chelines a la semana, una cantidad bastante superior a la que recibía la mayoría de los trabajadores de la ciudad en ese momento. La comisión repitió su recomendación nuevamente en febrero de 1921. Fue en este punto que la sucursal local de ITGWU solicitó a la Junta de Cork Harbor que hiciera 70 chelines el salario de los trabajadores. La Junta del Puerto de Cork se resistió durante meses y en junio de 1921 rechazó firmemente la propuesta. La propuesta fue rechazada por última vez en septiembre de 1921. En respuesta, los trabajadores tomaron el control de Cork Custom House, se ondeó una bandera roja y se declaró un soviet. La noticia del soviet de Cork Harbor fue cubierta en medios tan lejanos como el New York Times. A nivel local, el periódico alineado con los unionistas The Irish Times denunció el soviet de Cork Harbour como un brote de "bolchevismo irlandés" y reflexionó con temor sobre la posibilidad de que estallara una guerra civil entre nacionalistas y socialistas si Irlanda lograba la independencia de Gran Bretaña.

## Caída de los sóviets
A medida que el período revolucionario en Irlanda llegaba a su fin, también lo hizo la era de los sóviets. El conflicto prolongado en Irlanda estaba agotando la economía y la capacidad de los empleadores para cumplir con las demandas salariales y su capacidad para poner fin rápidamente a las huelgas simplemente cediendo a las demandas de los trabajadores. De hecho, la caída de los precios provocada por el conflicto ahora hizo que los empleadores intentaran recortar los salarios. A fines de 1921, el imperio empresarial Cleeves declaró que tenía una deuda de £100,000 y afirmó haber tenido aproximadamente £275,000 en pérdidas durante el año. Los sóviets, después de haber luchado tan duro para obtener las ganancias que tenían, no fueron receptivos a estas afirmaciones. Las dos partes intentaron mediar, pero las conversaciones pronto se rompieron. El 12 de mayo de 1922, The Cleeves declaró un cierre patronal y dejó sin trabajo a 3.000 de sus empleados. En respuesta, los soviéticos tomaron centros de producción en Bruff, Athlacca, Bruree, Tankardstown, Dromin y Ballingaddy cerca de Kilmallock, todos en el condado de Limerick, y centros en Tipperary, Galtymore, Bansha, Clonmel y Carrick-on-Suir en el condado de Tipperary y finalmente Mallow en Condado de Cork.
The Irish Times denunció las incautaciones y declaró que los trabajadores "no tenían lealtad al Estado Libre de Irlanda ni a la República de Irlanda, sino solo a la Rusia soviética". Los problemas para los sóviets también se estaban gestando en otro frente: los granjeros que abastecían de leche a las lecherías comenzaban a amargarse con sus camaradas. El Sindicato de Granjeros Irlandeses dirigió una campaña para negar a los sóviets un suministro de leche y resolvió "prohibir a nuestros miembros suministrar bajo la Bandera Roja, que es la bandera de la anarquía y la revolución".
La Guerra Civil que estalló entre los que estaban a favor y en contra del Tratado Anglo-Irlandés había convertido a Munster en un semillero y una base para las fuerzas del IRA, que se oponian al tratado y, por lo tanto, en un campo de batalla por el que luchar. Los sóviets entraron en conflicto tanto con los que se oponían al tratado como con el Ejército Nacional del Estado Libre. El soviet de Tipperary estuvo involucrado en un tiroteo con el bando anti-tratado. La fábrica de gas en Tipperary fue destruida por las fuerzas anti-tratado en retirada. De manera similar, el Ejército Nacional recién formado también se dedicó a desmantelar los sóviets. Tanto el gobierno británico como el resto del mundo estaban ejerciendo una presión extrema sobre el incipiente Estado Libre de Irlanda para mantener un orden conservador en Irlanda. Los sóviets fueron considerados agentes de la anarquía tanto por la prensa conservadora como por los políticos conservadores y, por lo tanto, otro elemento que el Ejército Nacional tuvo que eliminar. Sin una estructura u organización política más amplia para unificarlos, ni una fuerza de combate para defenderse, los sóviets se vieron obligados a retirarse. Cuando las fuerzas del Estado Libre entraban en cualquier ciudad que tuviera un soviet, arrestaban a los líderes y quitaban cualquier símbolo que indicase desafío, como las Banderas Rojas.